# أرت جونسون (سائق سيارة سباق)
أرت جونسون (بالإنجليزية: Art Johnson)‏ هو مهندس أمريكي، ولد في 1884، وتوفي في 1949.

## روابط خارجية
- أرت جونسون على موقع DriverDB.com (الإنجليزية)